# Газели
Газе́ли (лат. Gazella) — род парнокопытных млекопитающих из подсемейства настоящих антилоп семейства полорогих. Газели распространены прежде всего в саваннах Африки, а также в Азии. Слово «газель» происходит от арабского ghazal (араб. غزال‎).

## Признаки
Газели являются стройными и длинноногими животными. Длина их тела в зависимости от вида составляет от 85 до 170 см, длина хвоста — от 15 до 30 см. Высота в холке насчитывает от 50 до 110 см, вес — от 12 до 85 кг. Шерсть у газелей встречается на верхней части тела и по бокам и окрашена она в оттенки от жёлто-серого до коричневого. Нижняя часть тела, как правило, белого цвета. У многих видов по телу простирается чёрная полоска, сопровождающаяся расположенной сверху светлой полоской.
У большинства видов рога носят оба пола, у самок они меньшие в размерах и более хрупкие. Единственным исключением является джейран, у которого рога носят только самцы. Длина рогов в среднем составляет около 30 см.

## Распространение
Ареал газелей охватывает всю Африку (за исключением Мадагаскара) и большие части Азии, тянущиеся от Аравийского полуострова до северной Индии и северного Китая. Алишер Навои в своем сборнике Хамса описывает охоту персидского шаха Бахрама на газелей (ғазол). Их сферой обитания являются засушливые открытые местности, как правило, степи. Некоторые виды обитают в пустынях и полупустынях.

## Поведение
Самки газелей живут вместе с потомством в небольших стадах величиной от десяти до тридцати животных. В некоторых случаях величина стада может составлять и сотни, и даже тысячи особей, что иногда случается в африканских саваннах. Самцы газелей после достижения определённого возраста образуют отдельные стада холостяков, прежде чем завоёвывают собственные участки. После этого они претендуют на любую самку, появляющуюся на их участке, который они защищают от самцов-соперников.
Все газели являются быстрыми бегунами, которые долгое время могут поддерживать скорость около 50 км/ч. Газель Томсона известна даже тем, что может достигать скорость около 80 км/ч. Газели — травоядные животные, питающиеся различными травами и иными растениями.

## Виды

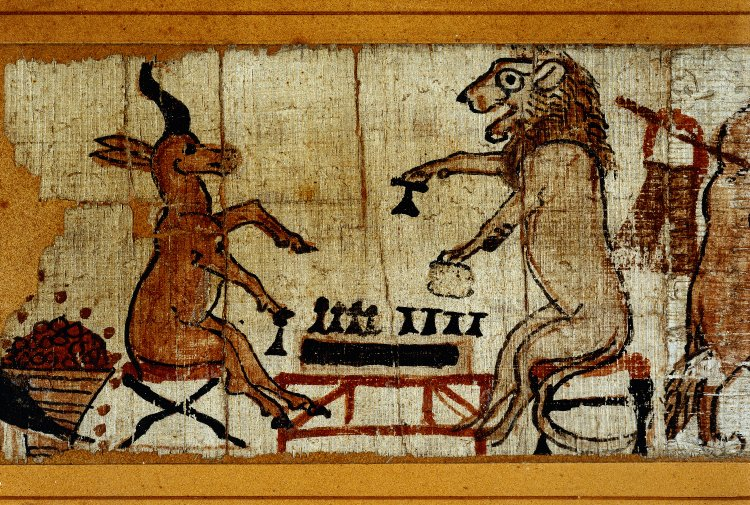
Газель играет со львом в сенет: фрагмент сатирического папируса. Древний Египет, ок. 1150 год до н. э.

База данных Американского общества маммологов (ASM Mammal Diversity Database) признаёт 9 видов газелей:
- Gazella arabica
- Gazella bennettii
- Gazella cuvieri — Кювьерова газель, или газель-эдми[6]
- Gazella dorcas — Газель-доркас
- Gazella gazella — Обыкновенная газель
- Gazella leptoceros — Песчаная газель
- Gazella marica
- Gazella spekei — Газель Спика
- Gazella subgutturosa — Джейран